# Le Tricheur à l'as de carreau
Pour les articles homonymes, voir Tricheur (homonymie).
Le Tricheur à l'as de carreau est un tableau réalisé par Georges de La Tour vers 1636-1638, conservé au musée du Louvre, et considéré comme l'un des chefs-d'œuvre du peintre et de la peinture française.
L'œuvre est signée « Georgius De La Tour fecit » sous le coude du tricheur, dans l'ombre de la nappe tombant sur le rebord de la table.

## Historique, attribution et expositions
Les circonstances exactes de la réalisation de cette toile, de même que son destinataire d'origine, restent encore inconnus. 
Pierre Landry affirme l'avoir découverte et achetée chez un particulier de l'île Saint-Louis en 1926 — à moins qu'il ne l'ait acquise, pour la somme de 2 500 francs, chez un antiquaire en 1931. Il l'aurait alors présentée à l'historien d'art allemand Hermann Voss, qui avait déjà fait sortir de l'oubli l'œuvre nocturne de Georges de La Tour dans un article de 1915. Dans la mesure où le tableau est signé « Georgius de La Tour », Le Tricheur sert à ce dernier de point d'appui pour son nouvel article, paru en juin 1931 dans la revue Formes, consacré aux « Tableaux à éclairage diurne de Georges de La Tour », et qui attribue au peintre lorrain trois autres œuvres non signées, Le Vielleur du Musée des beaux-arts de Nantes et les deux Saint Jérôme pénitent, du Musée de Grenoble et du Nationalmuseum de Stockholm — ce qui suscitera la controverse parmi les historiens d'art.
Présenté à la Royal Academy of Art de Londres en 1931-1932 à l'occasion d'une rétrospective consacrée aux maîtres français (Exhibition of French Art 1200-1900, catalogue no 118), le tableau, avec le Nouveau-né du Musée des beaux-arts de Rennes, rencontre pour la première fois son public. Mais c'est réellement lors de l'exposition-événement des Peintres de la réalité en France au XVIIe siècle, tenue au musée de l'Orangerie de  novembre 1934 à février 1935, organisée par Paul Jamot et accompagnée d'un catalogue rédigé par Charles Sterling, que Georges de La Tour devient, pour les historiens d'art comme le grand public, l'égal des frères Le Nain, et qu'éclate la cohérence de ses œuvres diurnes, autour de la référence que constitue Le Tricheur Landry. La popularité de la toile ne va alors cesser de croître, en même temps que l'intérêt pour le peintre, encore largement à découvrir. Le Tricheur traverse pour la première fois l'Atlantique à l'occasion de l'exposition itinérante comparant Georges de La Tour et les frères Le Nain, qui passe par New York, Chicago, Détroit et Saint-Louis, et qui est à l'origine de l'engouement des musées américains pour les œuvres du maître. 

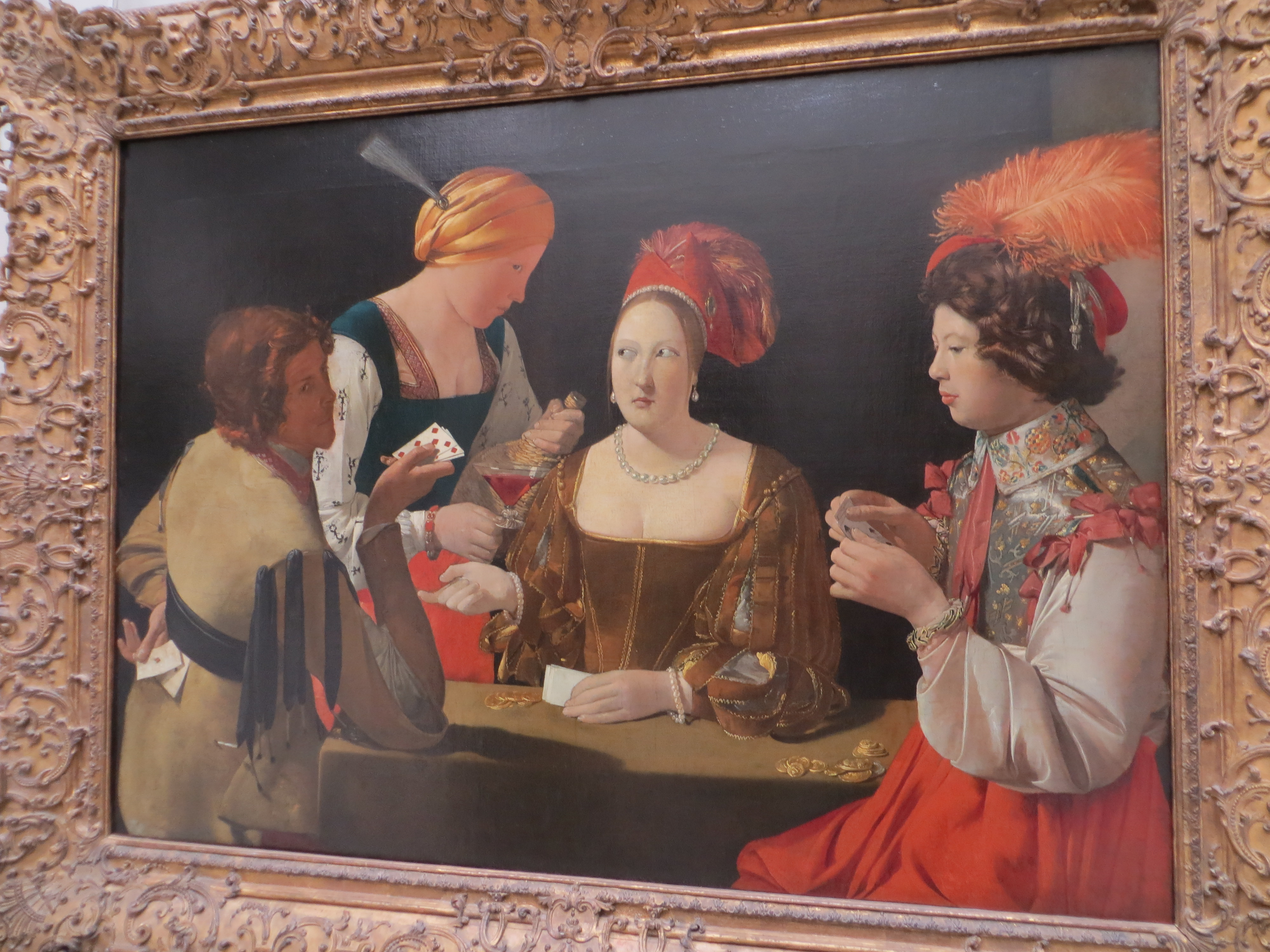
Le Tricheur à l'as de carreau exposé au Louvre, étage, aile Sully, salle 912. L'éclairage laisse deviner la bande ajoutée en haut de la toile, vraisemblablement au XVIIIe siècle

Le Tricheur figure tout naturellement en bonne place lors de la première rétrospective consacrée exclusivement au peintre, tenue à l'Orangerie des Tuileries entre mai et septembre 1972 — et sa reproduction illustre même le catalogue de l'exposition. Il est présenté à côté d'une autre version, identifiée dès 1934 par Charles Sterling dans une collection particulière genevoise, mais montrée pour la première fois au public à cette occasion. Le Tricheur Landry sera désormais baptisé Le Tricheur à l'as de carreau pour le distinguer du Tricheur à l'as de trèfle, en référence à la carte que le tricheur sort de sa ceinture. De la comparaison des deux toiles naît non seulement la certitude, peu à peu confirmée par la suite, que la toile de Genève est authentique, mais aussi que cette dernière est d'une exécution antérieure. Au cours de l'exposition, le département des peintures du musée du Louvre annonce l'achat du tableau de Landry pour la somme, alors jamais atteinte, de 10 000 000 de francs,. Le Tricheur à l'as de carreau appartient désormais aux collections du Louvre.
Le tableau accompagne Le Tricheur à l'as de trèfle lors de l'exposition américaine Georges de La Tour and His World tenue à Washington et Fort Worth du 6 octobre 1996 au 5 janvier 1997 (catalogue no 19 et 18), puis lors de la rétrospective Georges de La Tour du 3 octobre 1997 au 26 janvier 1998 dans les Galeries nationales du Grand Palais (catalogue no 34 et 26). Le Tricheur à l'as de carreau est également présent lors de l'exposition-hommage pour la réouverture du Musée de l'Orangerie, Orangerie, 1934 : les Peintres de la réalité, tenue du 21 novembre 2006 au 5 mars 2007.
Signe de son extrême popularité actuelle, la localisation du Tricheur à l'as de carreau est identifiée sur le plan du musée du Louvre distribué à l'entrée, au même titre que La Joconde, La Dentellière ou encore Le Bain turc.

## Sources et inspiration

### Le sujet, inspiré du Caravage
Le thème du Tricheur a été popularisé par Le Caravage tout à la fin du XVIe siècle : les deux versions de La Tour reprennent en effet assez étroitement, non seulement le sujet des Tricheurs (vers 1594, 94,3 × 131,1 cm, Fort Worth, Kimbell Art Museum), mais aussi le motif du personnage de trois-quarts dos, sortant une carte de sa ceinture.
Le sujet donne lieu à de multiples variantes chez les caravagistes, notamment, entre 1615 et 1625, chez les Français établis à Rome comme Valentin de Boulogne ou Nicolas Régnier, mais aussi chez les Flamands comme Gerrit van Honthorst, qui accordent, à instar de La Tour, davantage de place aux femmes. La recherche des sources n'est donc pas vraiment décisive sur la question d'un éventuel voyage à Rome de Georges de La Tour.

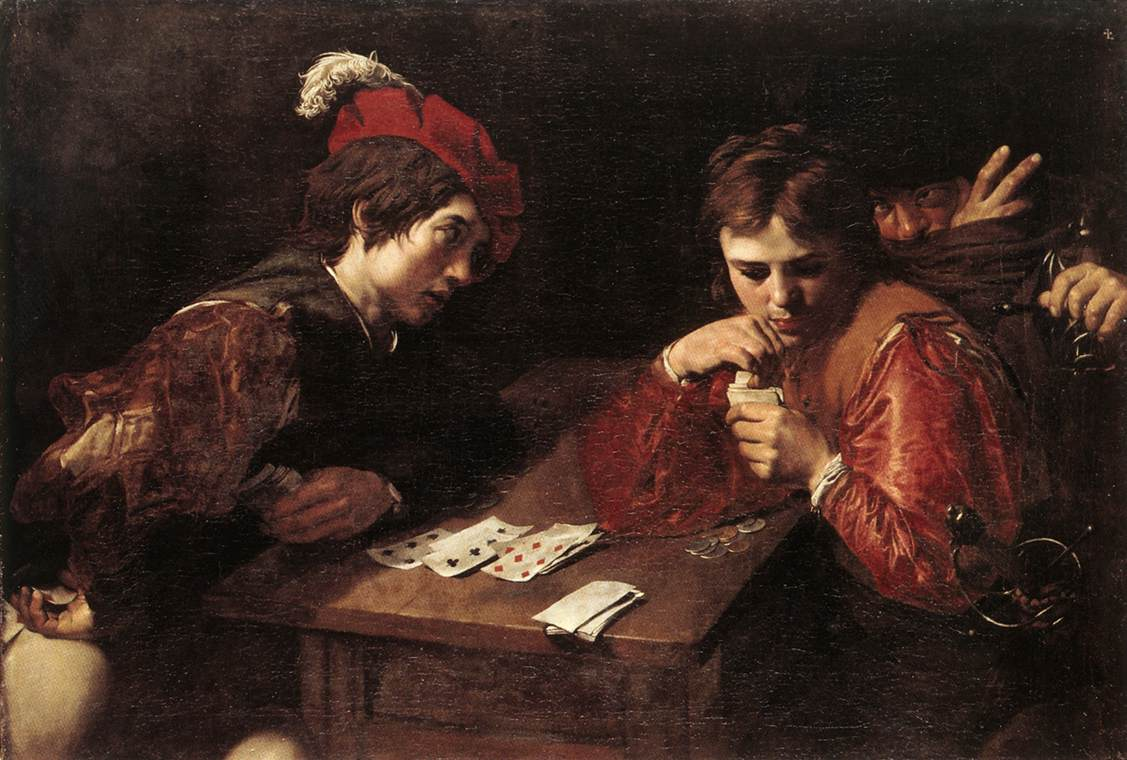
Valentin de Boulogne, Le Tricheur, vers 1615-1618, 94,5 × 137 cm, Dresde, Gemäldegalerie Alte Meister
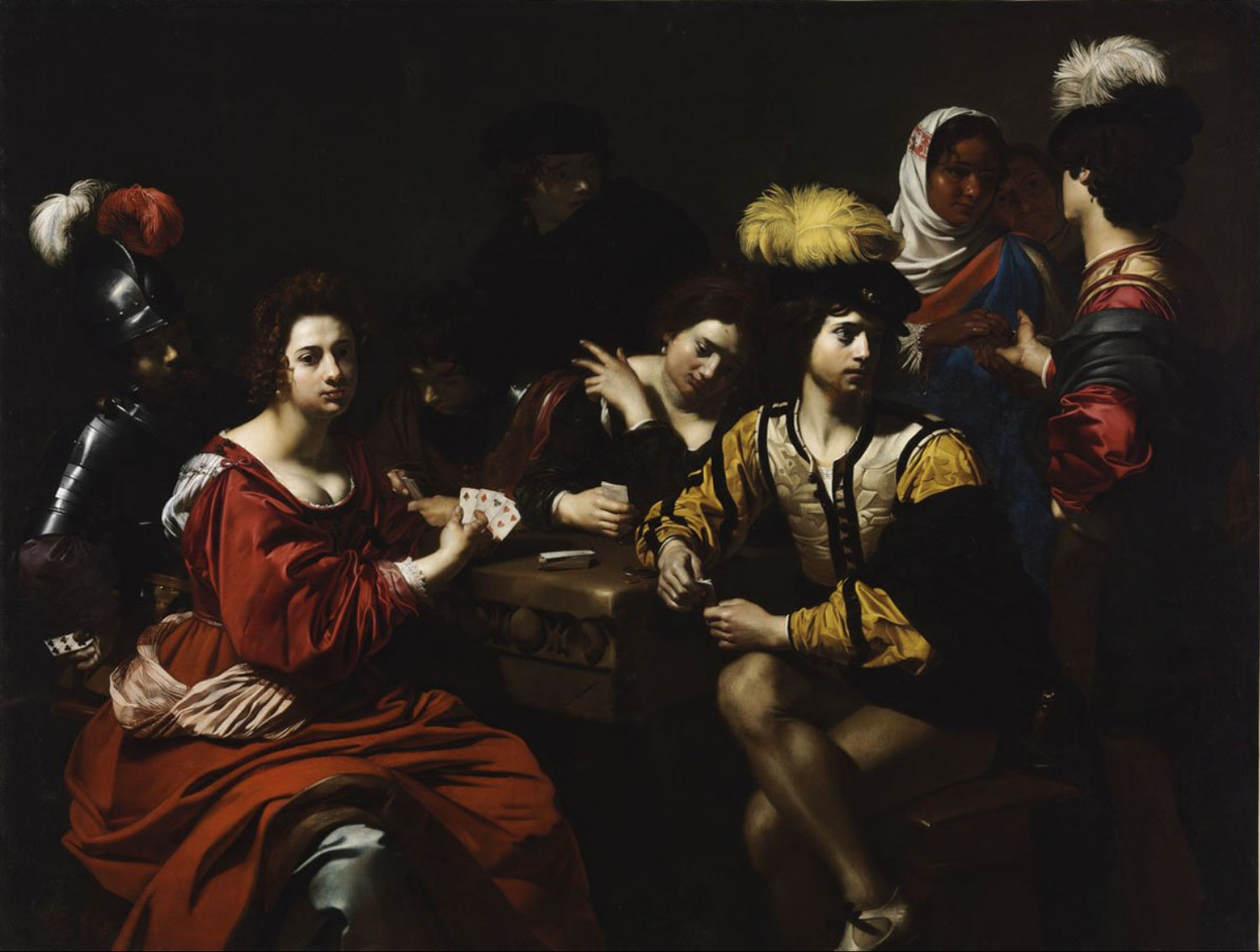
Nicolas Régnier, Tricheurs et diseuse de bonne aventure, entre 1620 et 1622, 174 × 228 cm, musée des Beaux-Arts de Budapest
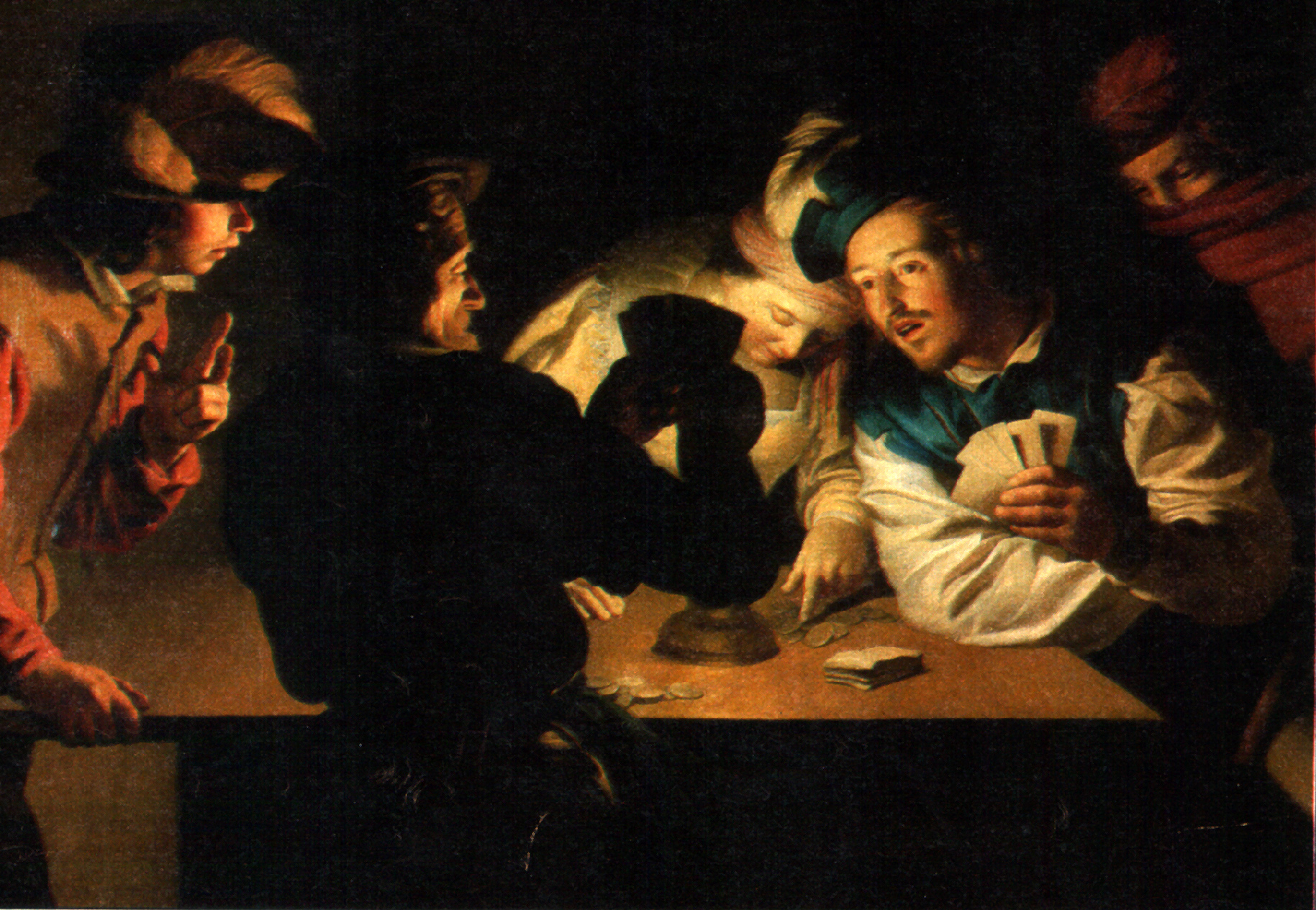
Gerard van Honthorst, Les Tricheurs, vers 1620, 125 × 190 cm, musée de Wiesbaden

### Le Tricheur, pendant deLa Diseuse de bonne aventure?

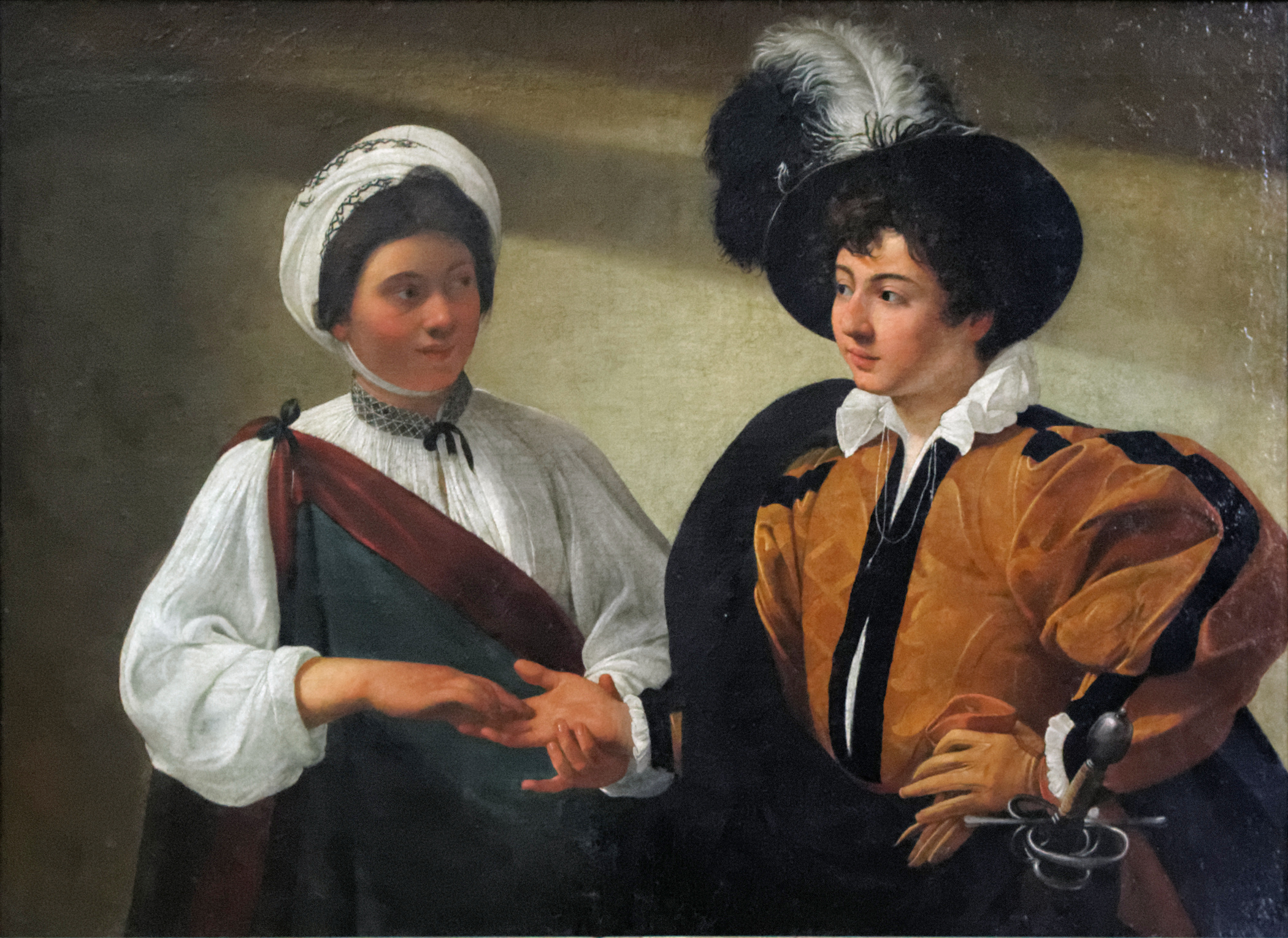
Le Caravage, La Diseuse de bonne aventure, vers 1594, 99 × 131 cm, Paris, musée du Louvre.

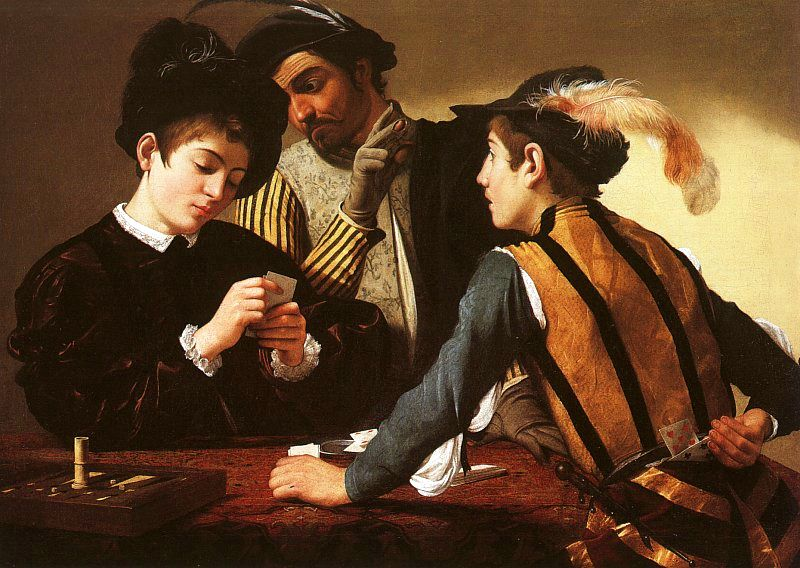
Le Caravage, Les Tricheurs, vers 1594,, Fort Worth, Kimbell Art Museum.

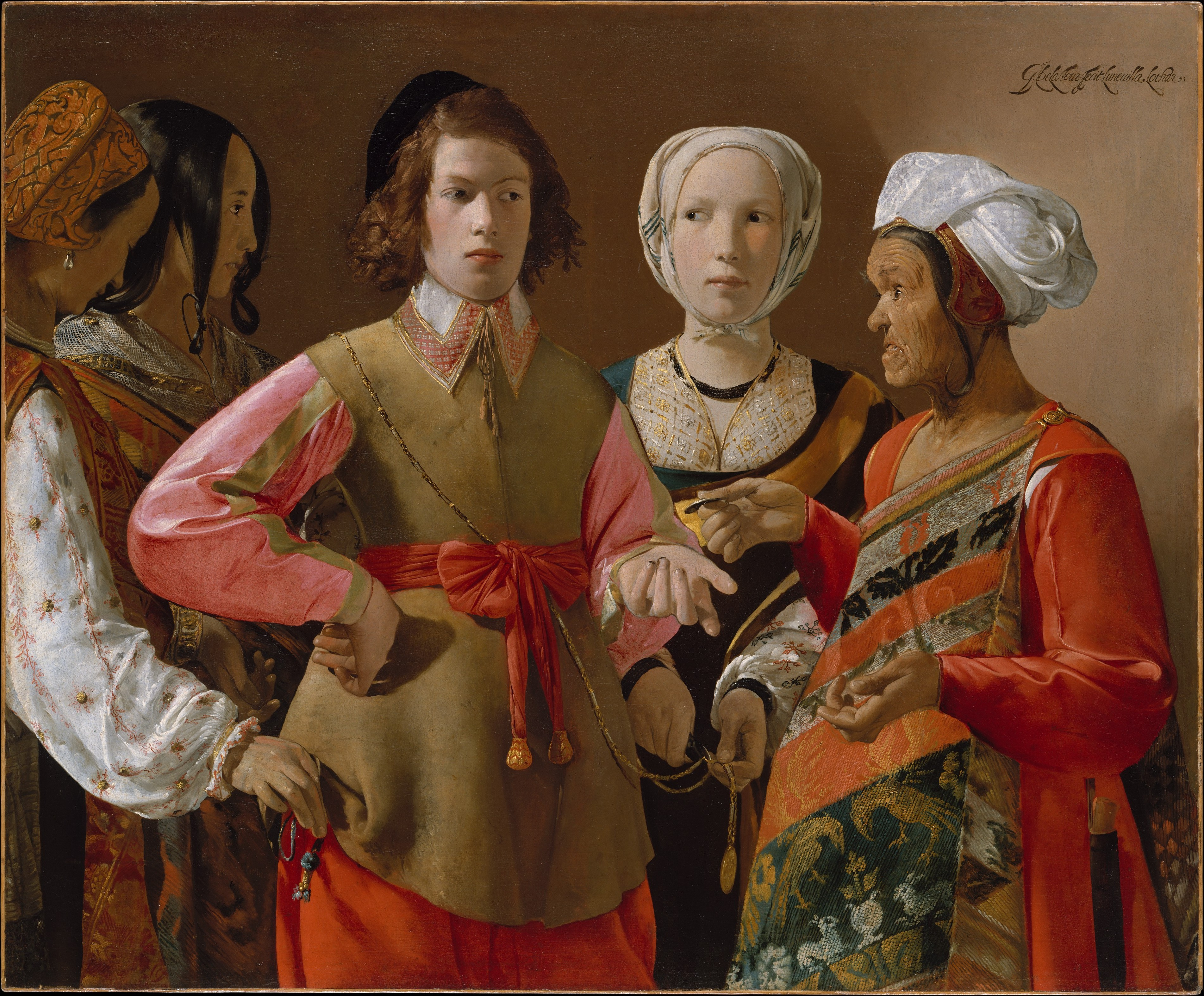
La Diseuse de bonne aventure, vers 1632-1635,, New York, Metropolitan Museum of Art.

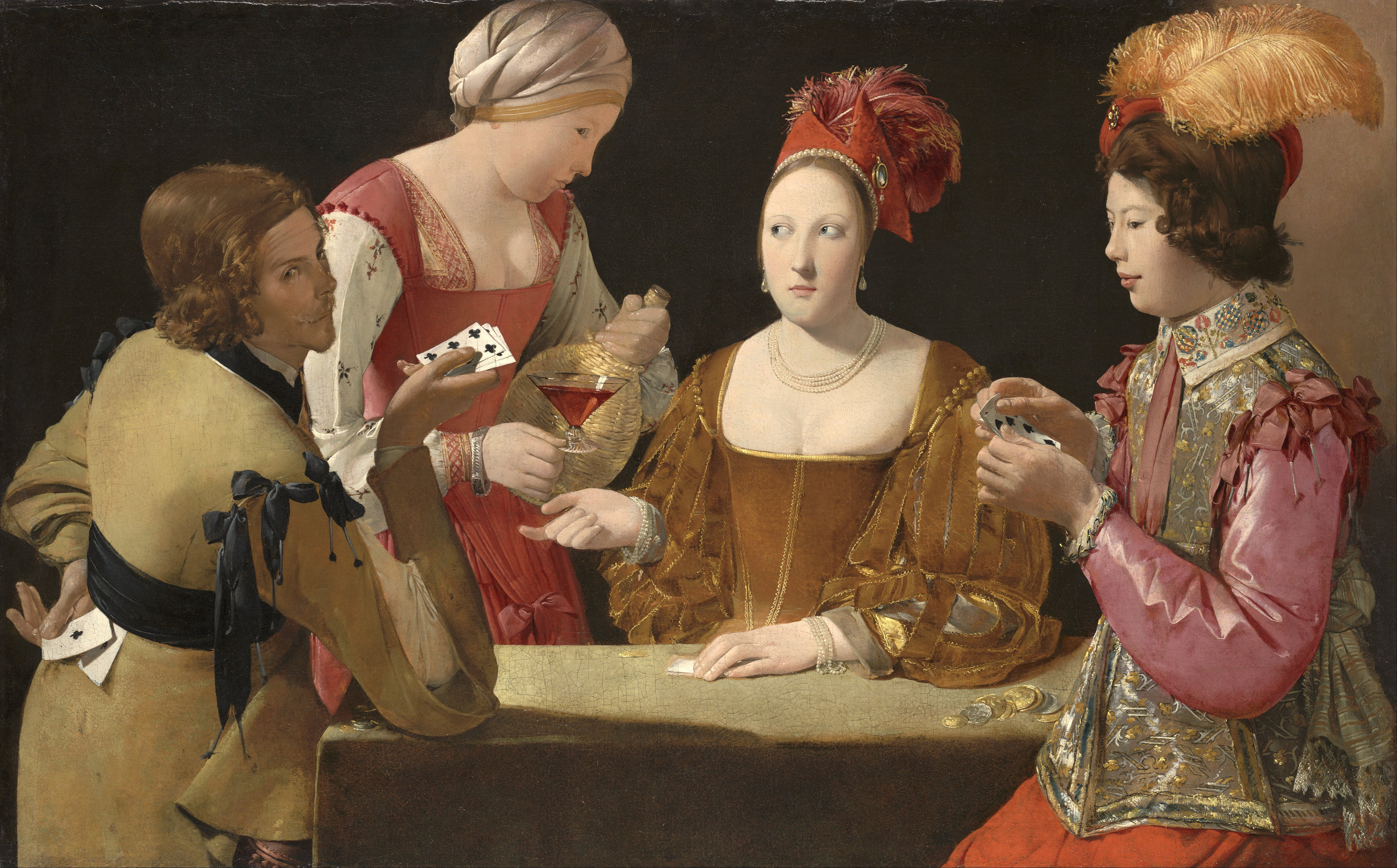
Le Tricheur à l'as de trèfle, vers 1632, 97,8 × 156,2 cm, Fort Worth, Kimbell Art Museum.

Il est possible que Les Tricheurs du Caravage aient été le pendant de La Diseuse de bonne aventure du même peintre, effectuée également vers 1594, et actuellement conservée au Louvre. Sur le même modèle, Le Tricheur de Georges de La Tour a pu être envisagé comme le pendant de La Diseuse de bonne aventure du Metropolitan Museum of Art de New York, qu'ils aient été conçus, ou accrochés par la suite comme tels. L'idée, émise par Vitale Bloch dès 1950, continue d'être discutée.
Plusieurs arguments sont avancés pour cela. Tout d'abord, il y a la proximité du sujet des deux toiles, réinterprétant la parabole du Fils prodigue : un jeune homme berné, par des tricheurs dans un cas, dans l'autre par des gitanes qui le détroussent pendant qu'une vieille femme détourne son attention en lui prédisant l'avenir. Ensuite, le format des deux tableaux est comparable. Le Tricheur à l'as de trèfle a retrouvé ses dimensions d'origine (97,8 × 156,2 cm) à la suite des travaux de restauration engagés après son acquisition par le Kimbell Art Museum, et qui ont conduit à enlever la bande supérieure d'une dizaine de centimètres datant des temps où l'on jugeait ce type de cadrage caravagesque trop serré. Mais la toile du Louvre (106 × 146 cm) comporte toujours une bande supérieure similaire — qui a conduit au repeint du turban de la servante, et à l'ajout du cabochon sur celui-ci, et de l'aigrette. Quant à La Diseuse de bonne aventure (101,9 × 123,5 cm), elle a été doublement recadrée : par l'adjonction en haut de la toile d'une bande d'environ six centimètres (la signature rasait en effet le bord du cadre à l'origine), et par la découpe, à gauche, d'une bande assez large, de vingt-cinq à trente centimètres. Ainsi, les personnages des deux compositions devaient s'inscrire à l'intérieur d'un arc de cercle rigoureux.
Si pendant il y a, les critiques s'accordent néanmoins pour préférer Le Tricheur à l'as de trèfle au Tricheur à l'as de carreau : la toile du Kimbell Art Museum est en effet jugée antérieure à celle du Louvre, peut-être de plusieurs années, et la date de sa réalisation est rapprochée de celle de La Diseuse de bonne aventure en raison notamment de la proximité des coloris, des rouges et des roses, ainsi que des bruns, employés sur les deux toiles. Mais il pourrait tout aussi bien s'agir d'autres versions encore, perdues, si les deux Tricheurs sont bel et bien le maigre reliquat d'une série disparue.

## Description et analyse
La toile, étirée en largeur selon un format caravagesque déjà expérimenté pour La Rixe des musiciens (94 × 141 cm, Los Angeles, The J. Paul Getty Museum), représente quatre personnages cadrés à mi-corps, repartis autour d'une table de jeu recouverte d'une nappe vert-jaune. Les protagonistes se détachent sur un fond sombre, coupé seulement par une bande plus claire à droite du cadre, ce qui rend impossible l'identification précise du lieu où se déroule la scène. Trois jouent aux cartes, assis, un jeune homme à droite, une femme au centre et un homme à gauche, tandis qu'une servante debout sert un verre de vin à la femme du centre. La scène est éclairée par une source hors cadre, provenant de la gauche : la lumière crue et froide découpe les silhouettes tout en créant des effets de contraste saisissants.
Une élégante signature calligraphiée, en latin, se cache dans l'ombre de la table, sous le coude du tricheur : « Georgius De La Tour fecit » (« Georges de La Tour m'a fait »).

### Les quatre personnages

#### Le tricheur

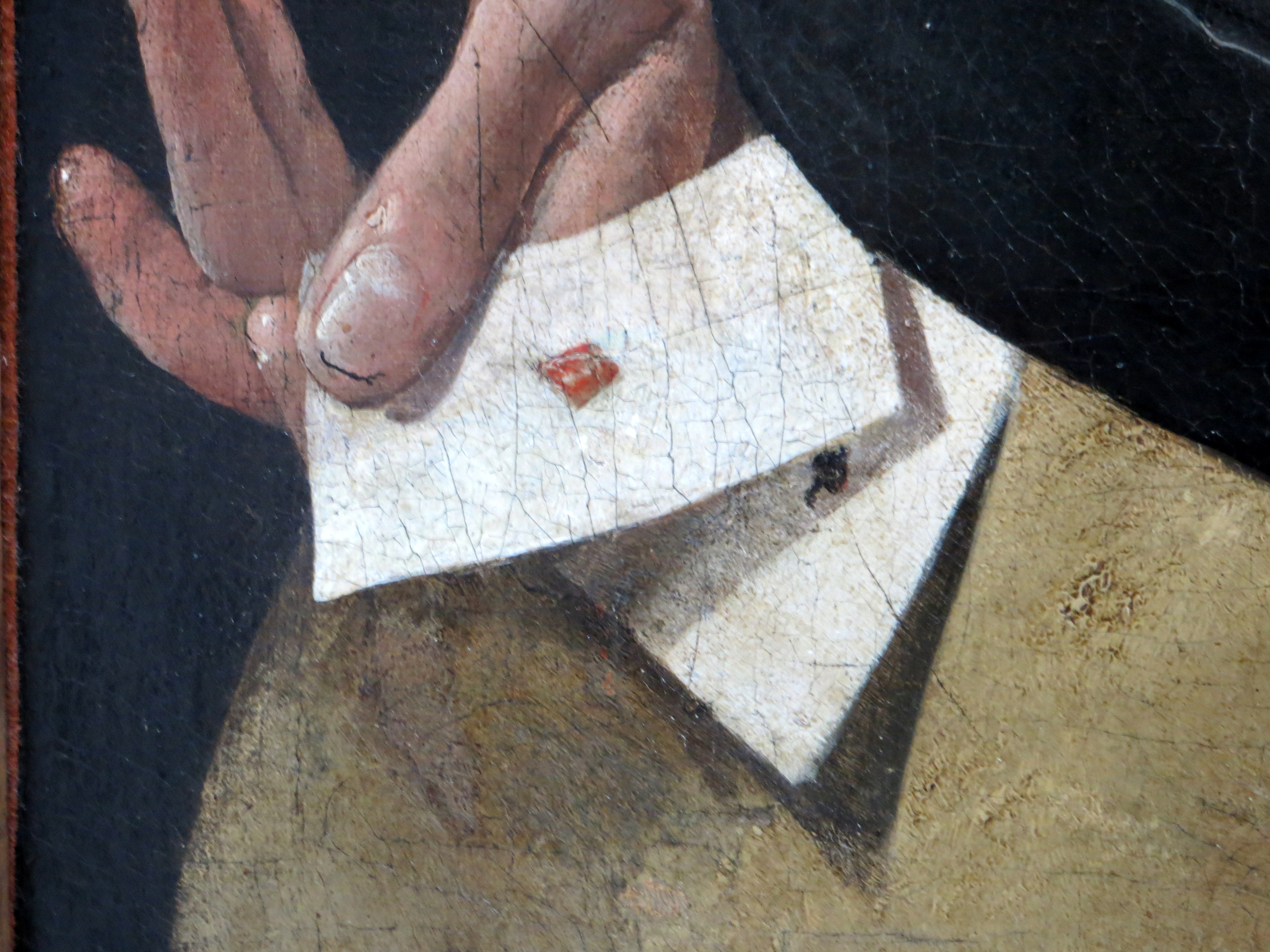
Détail des as du tricheur

Le tableau tire son nom du personnage de gauche, assis de trois-quarts dos, derrière la table. Son coude droit posé sur la table révèle son jeu au spectateur : il a dans la main trois cartes, dont deux carreaux visibles, un sept et, en toute logique, le six qu'il a rangé derrière lui. De la main gauche, il tire de sa ceinture l'as de carreau qui y est glissé, en laissant l'as de pique en réserve.
La lumière frappe son dos, mais aussi ses cartes, dont la blancheur est ainsi révélée. Son visage glabre, dans l'ombre, est tourné vers sa droite. Les yeux en coin, un léger sourire aux lèvres, il jette un regard vers l'espace situé au-devant de la toile. Sa chevelure brune aux reflets roux est peinte avec la vigueur de touches à la brosse simulant des boucles et mèches ébouriffées.
Il porte un justaucorps chamois, vraisemblablement de peau de buffle à la manière des militaires de l'époque. Des coutures aux épaules pendent des aiguillettes noires, dénouées. Noire est également sa ceinture, suffisamment large pour y cacher des cartes. Ses manches fendues laissent voir, sur le bras droit, une chemise blanche, peut-être de satin, et dont le col lie-de-vin bordé de fils d'or est brodé de motifs géométriques argentés. 
Entre son coude et le rebord de la table, dans l'ombre, se trouvent deux pièces, d'or et d'argent, l'une sur l'autre.

#### La servante

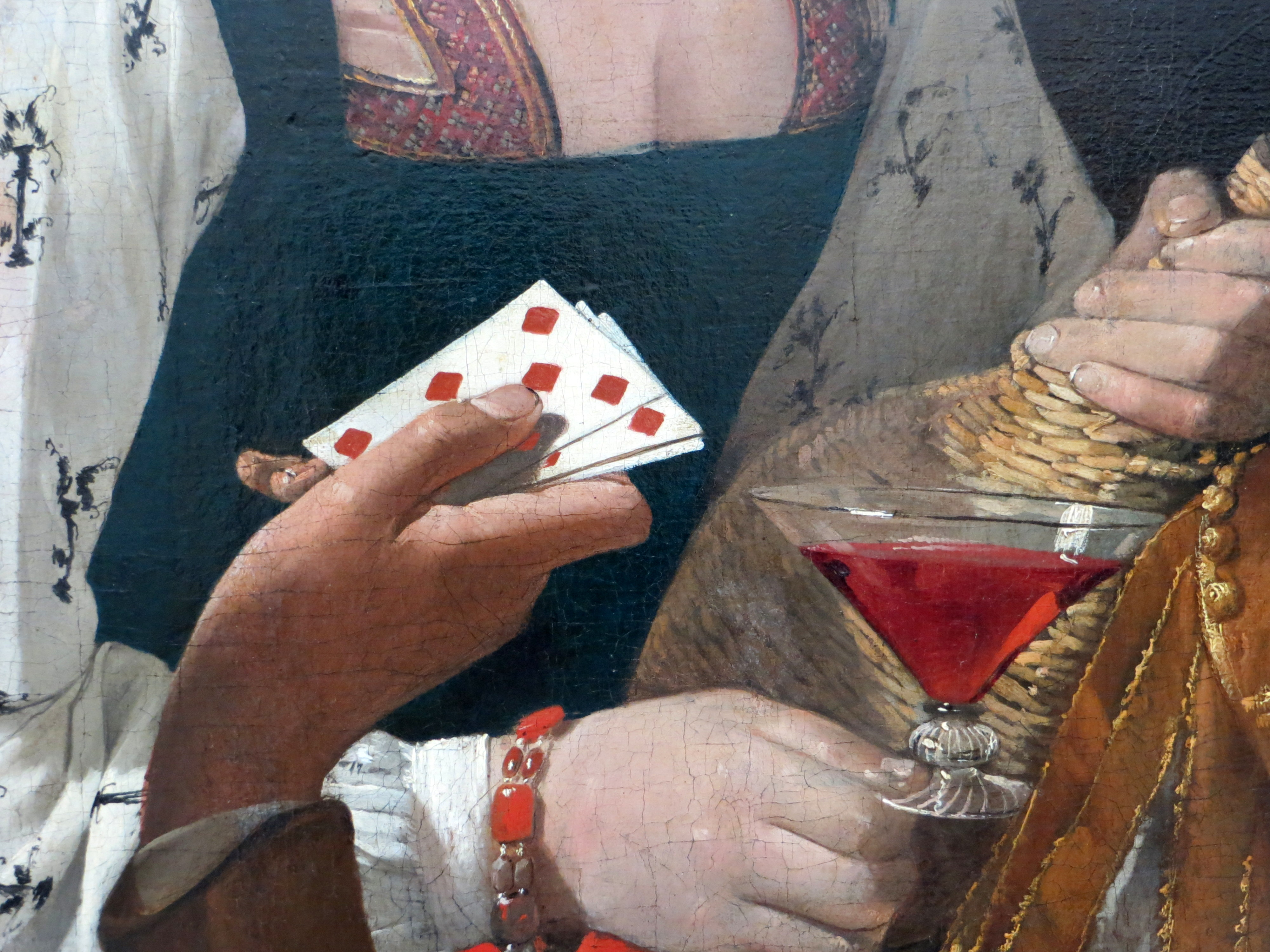
Détail du verre de vin et du jeu du tricheur

À droite du tricheur, derrière la table, se tient une servante, debout. Ses épaules de trois-quarts sont tournées vers la courtisane[pas clair], à droite, alors que sa tête penchée est représentée selon un profil strict.
La lumière frappe l'arrière de son turban satiné jaune topaze, et laisse son visage dans une ombre légère, dont la ligne passe par le milieu de sa joue. Aux yeux fuyants de la courtisane répond son œil droit en coin, qui pourrait s'adresser au spectateur.
De la main gauche, elle tient au col une bouteille débouchée, à large panse recouverte de jonc tressé. De la droite, elle tient par la base un verre conique, rempli de vin clairet de couleur rubis. 
Elle porte une brassière qui se termine par un ruban passementé lie-de-vin, semblable à celui du col du tricheur. Par-dessus est enfilé un corselet bleu-vert sombre qui passe par ses épaules, et dont les manches blanches sont compliquées de motifs noirs, brodés ou imprimés : l'ensemble, largement décolleté, laisse voir la naissance de sa poitrine. Elle porte au poignet droit un bracelet de pierres rouge vif, évoquant la cornaline. Elle a enfin une robe rouge vermillon, visible également sous l'aisselle du tricheur.

#### La courtisane

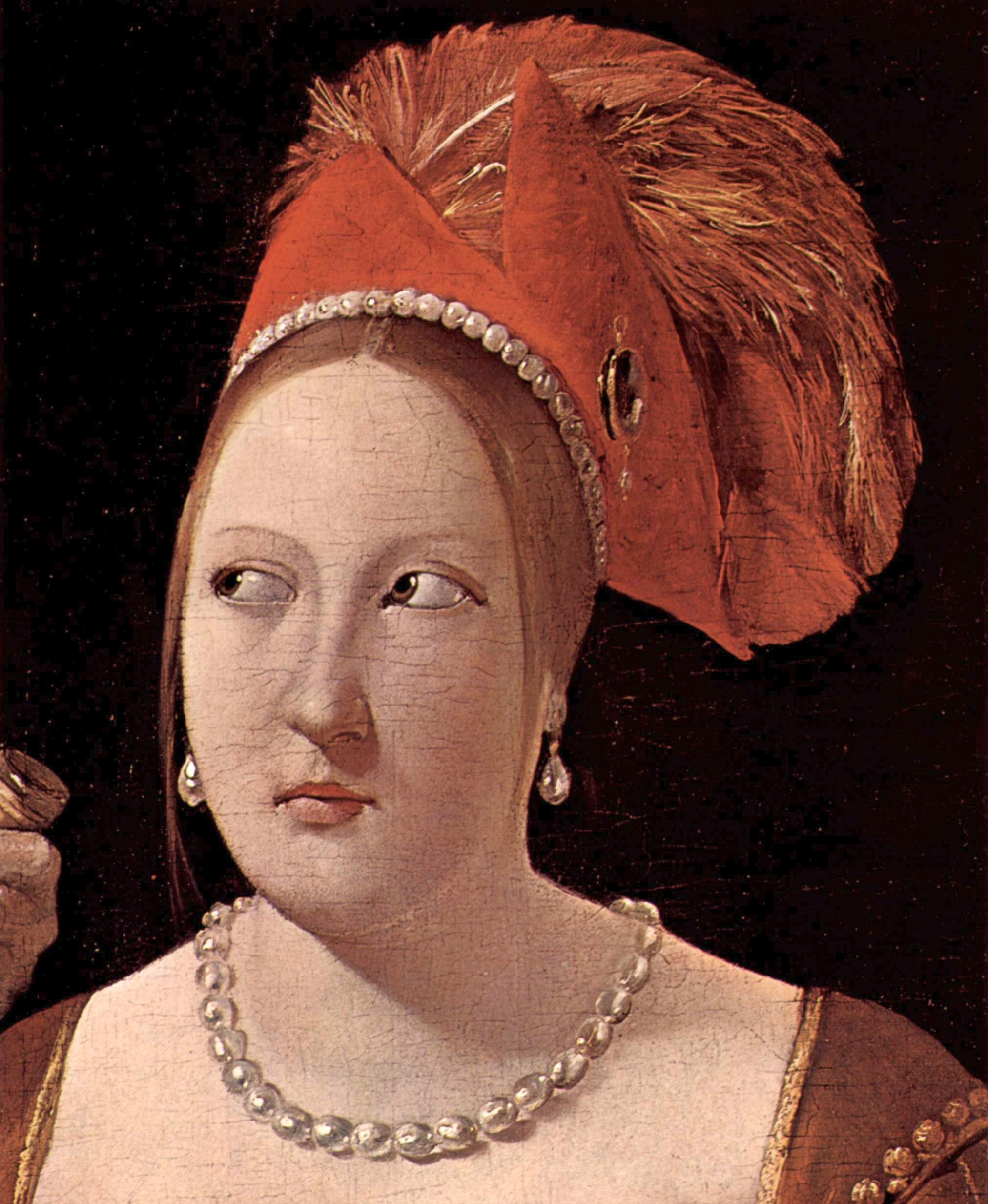
Détail de la courtisane

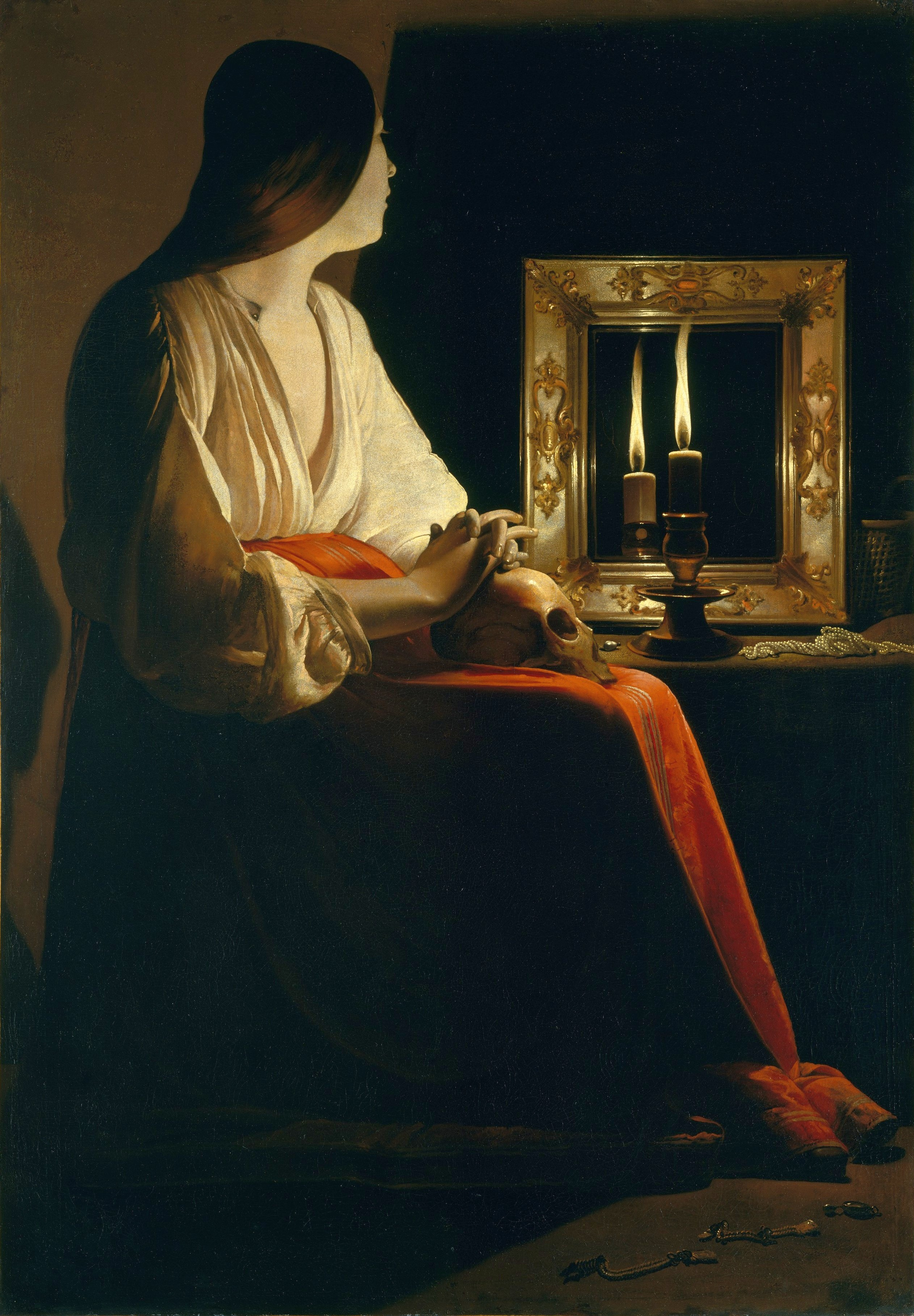
La Madeleine aux deux flammes, 133,4 × 102,2 cm, New York, Metropolitan Museum of Art

La femme située derrière la table, les épaules légèrement tournées vers la gauche du cadre (vers le tricheur) est selon toute vraisemblance une courtisane : c'est ce que suggèrent son large décolleté rectangulaire, ainsi que les grosses perles qu'elle porte, en pendants d'oreilles en forme de poire, mais surtout rondes, en bracelets autour des deux poignets, en collier autour du cou, et autour de la tête, pour décorer le rebord de sa coiffe. Les perles sont traditionnellement un attribut de la prostituée. On les retrouve par exemple sur le collier de La Madeleine repentante du Caravage (vers 1593-1594, 122,5 × 98,5 cm, Rome, Galerie Doria-Pamphilj), qui, gisant sur le sol à ses côtés, désigne le renoncement de la jeune fille à sa vie passée, mais aussi dans la version de La Tour dite La Madeleine aux deux flammes (ou  Madeleine Wrightsman) actuellement conservée Metropolitan Museum of Art de New York. Sur cette toile, le collier abandonné à droite du chandelier est d'ailleurs accompagné à gauche d'un pendant d'oreille de perle en forme de poire.
Située légèrement à droite du centre de la composition, la courtisane du Tricheur est le personnage qui se remarque immédiatement, en pleine lumière, ce qui donne à son teint une blancheur presque irréelle. Les ombres vers la droite se marquent surtout sous son nez, ses lèvres, et sous son cou, tandis que de minces plis de peau sont marqués, à la naissance des seins et à l'aisselle gauche.  
Elle porte une toque rouge à cornes décorée d'une plume d'autruche frisée et teintée en carmin, ainsi que d'une broche circulaire faite d'une pierre noire cerclée d'or, terminée par un pendentif en perle. Elle est vêtue d'une élégante robe de velours ocre-brun décorée de galons d'or et de boules dorées aux emmanchures. Ses manches à crevés aux bordures en croquets dorés laissent voir leur doublure de soie jaune, et la blancheur d'une chemise. Sa main gauche, dont le tranchant repose sur la table, tient quatre cartes, dont le dos blanc seul est visible. Devant ces cartes sont étalées, sur la table, huit pièces d'or. De l'index de la main droite légèrement replié, elle s'adresse au tricheur, qui ne la regarde pas. Ses yeux en coin regardent vers le haut, vers la servante, à « l'image des voies obliques qui caractérisent le monde ».
Le plus remarquable reste son visage d'un ovale quasi parfait, presque sans menton ni pommettes, ce que soulignent les autres formes géométriques : les lignes du nez qui passent par les sourcils, sa chevelure en bandeaux collés séparés au milieu, dont une mèche tombe de chaque côté du visage, les cercles de perles autour de la tête et du cou.

#### Le jeune homme berné

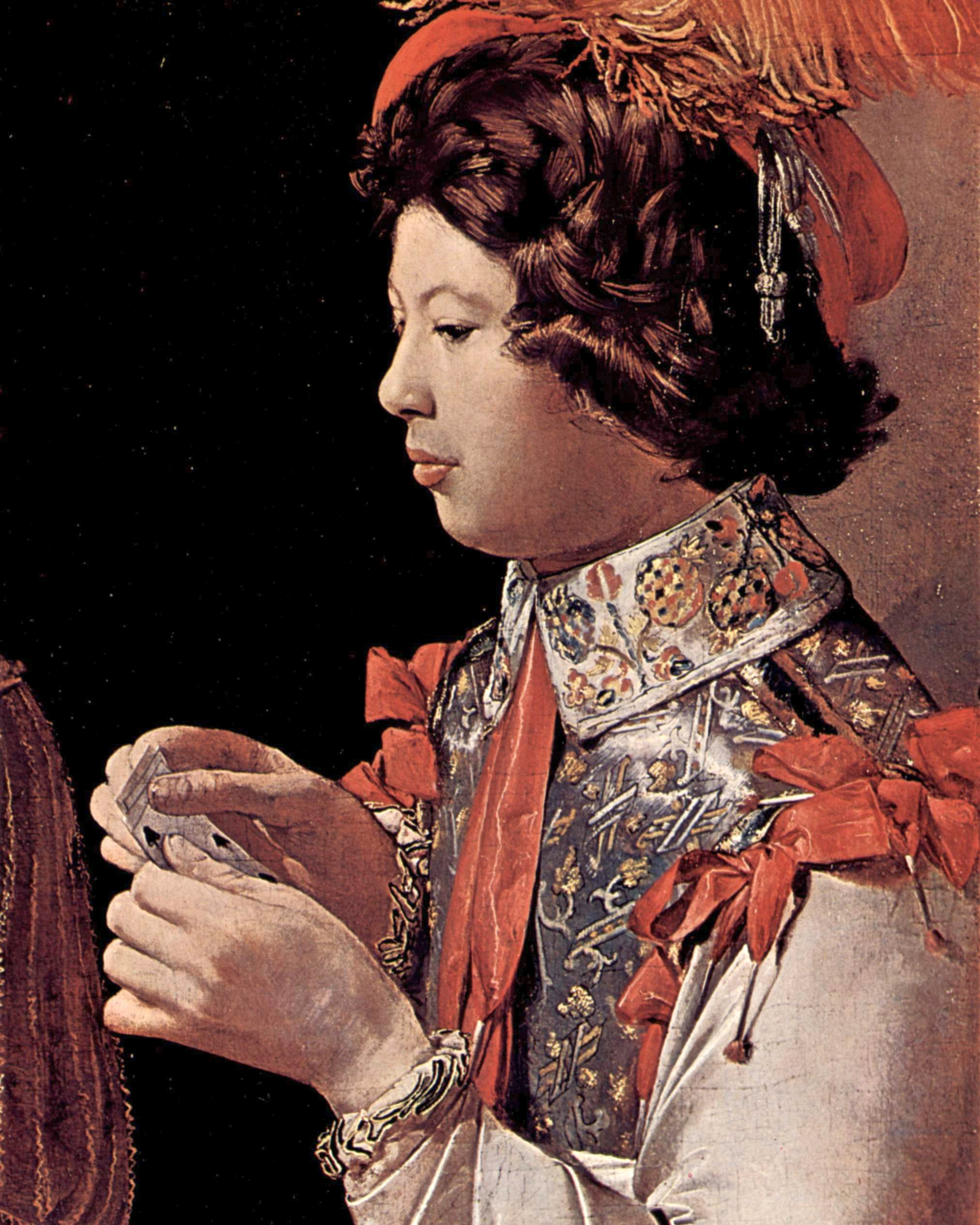
Détail du jeune homme

À droite, assis au premier plan devant la table, légèrement tourné vers sa gauche, un jeune homme aux cheveux bruns souples, aux traits ronds pleins de mollesse, les joues tombantes, se tient droit, les yeux rivés sur ses quatre cartes, dont un pique, sûrement le six, qu'il tient des deux mains. Une grosse somme d'argent s'étale devant lui : une douzaine de monnaies d'or — doubles et quadruples pistoles d'Espagne —, et une pièce d'argent.
Il est vêtu avec un soin et une exubérance à peine crédibles. Il porte un toquet de la même couleur vermillon que la coiffe de la courtisane, orné d'une improbable et imposante plume d'autruche, frisée et teintée en orange, et entouré d'un galon argenté terminé par deux glands qui tombent sur le côté. Le large rabat blanc qui lui cache presque entièrement le cou est décoré de grenades en damier bleu, rouge et or. Il arbore un pourpoint de brocart argenté aux riches motifs d'or et d'argent. Ses larges manches blanches, à l'apparence satinée, présentent aux poignets des volants froncés terminés par un liseré noir et or. Des rubans de satin corail complètent l'ensemble : l'un, noué autour du cou, lui descend au milieu de la poitrine, et des aiguillettes sont soigneusement nouées aux emmanchures. Des chausses bouffantes, elles aussi vermillon, sont fixées au-dessus de la taille, sur le pourpoint.

### La scène

#### Une partie de prime

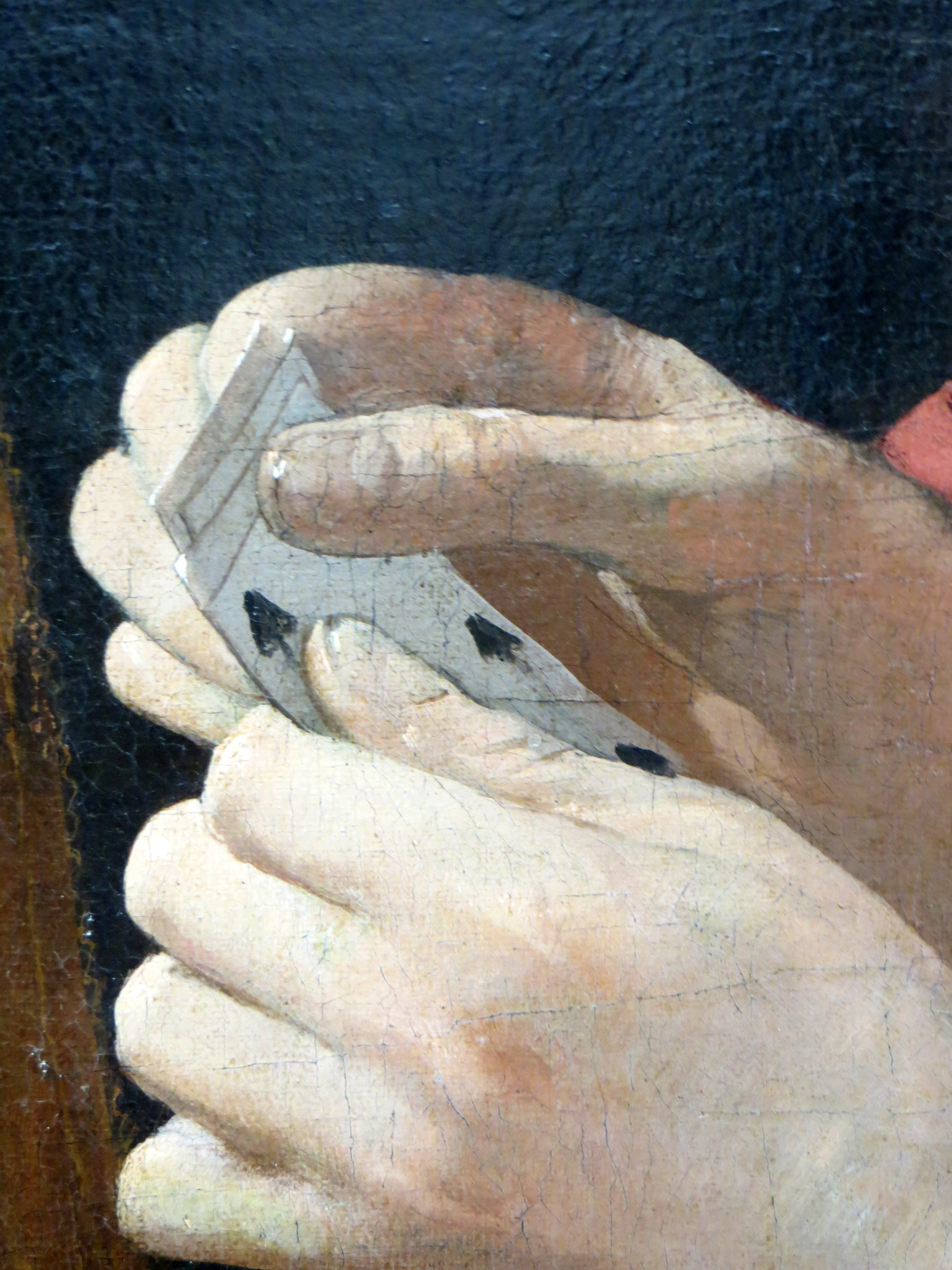
Détail du jeu du jeune homme

Le jeu de cartes auquel s'adonnent les trois personnages a été identifié comme le jeu de prime. Il s'agit d'un jeu de paris, ancêtre du poker, à quatre cartes : c'est en effet le nombre de cartes du jeune homme de gauche et de la courtisane. Le tricheur quant à lui adjoint aux trois cartes qui sont dans sa main droite l'as qu'il tire de sa ceinture, et qui remplace sûrement une carte inutile que le tirage lui a donnée. Avec l'as, le sept et le six de carreau, il pourra réaliser une forte combinaison du jeu de prime, le « grand point », ou « cinquante-cinq ».

#### Un complot pour plumer le jeune naïf
On joue gros, comme le révèlent les pièces, essentiellement d'or, étalées sur la table. Mais les annonces de mises n'ont pas encore commencé, puisque le centre de la table est vide : aussi la courtisane enjoint-elle, par un geste du doigt, au tricheur d'ouvrir les paris. 

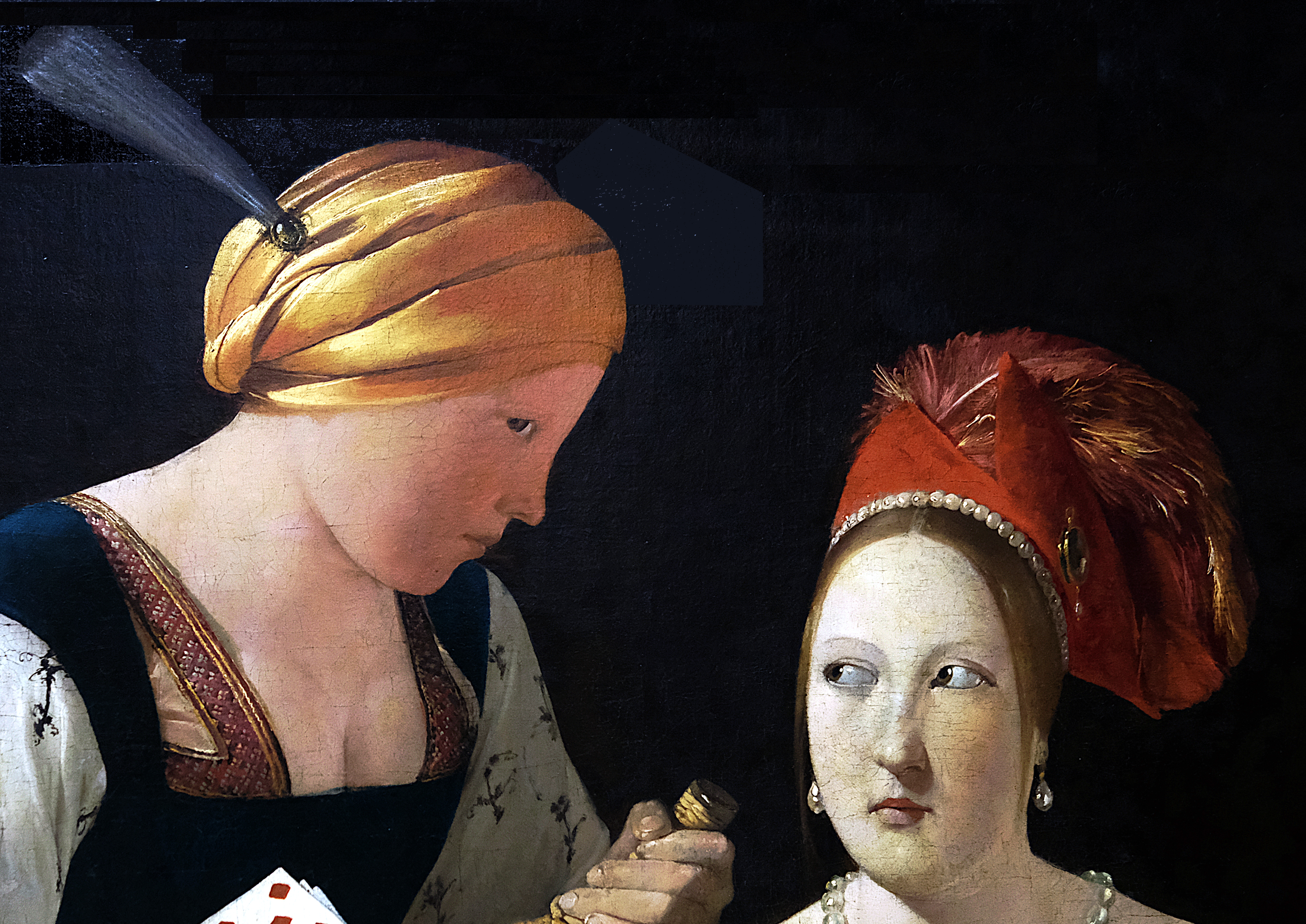
Les regards de la servante et la courtisane.

Les attitudes et les regards du trio composé de la courtisane, qui s'adresse des yeux à la servante et du doigt au tricheur, de la servante, qui tend à la courtisane un verre de vin tout en regardant vers l'avant du cadre — vers l'espace du spectateur —, et du tricheur, qui fixe, le visage dans une ombre un peu inquiétante, un point situé devant lui, également en avant du cadre, ne laissent aucun doute sur la nature de la scène : tous trois sont de mèche pour dépouiller le jeune naïf qui, les paupières baissées, absorbé dans la contemplation de son jeu, ne se rend pas compte du complot qui se trame à son encontre. La reprise du même motif pour le col du tricheur et le ruban de la brassière de la servante peut également être le signe visuel de leur connivence.
Outre les yeux, une attention toute particulière est portée aux mains, dont la dextérité est essentielle pour tricher. Celles du tricheur tenant son jeu, de la servante qui empoigne la bouteille au col et pince délicatement la base du verre, et de la courtisane qui tend le doigt, sont concentrées dans un espace réduit et dessinent un « Y » redoublant le triangle du verre. À la gauche de la toile, le tricheur porte négligemment la main à la taille pour dissimuler au jeune homme, mais non au spectateur, son tour de passe-passe — en révélant, dans un détail tout caravagesque, la crasse qui endeuille l'ongle de son pouce. Les doigts du jeune homme en revanche sont délicatement repliés sur son jeu, et leur blancheur se détache sur le fond noir de la toile. 

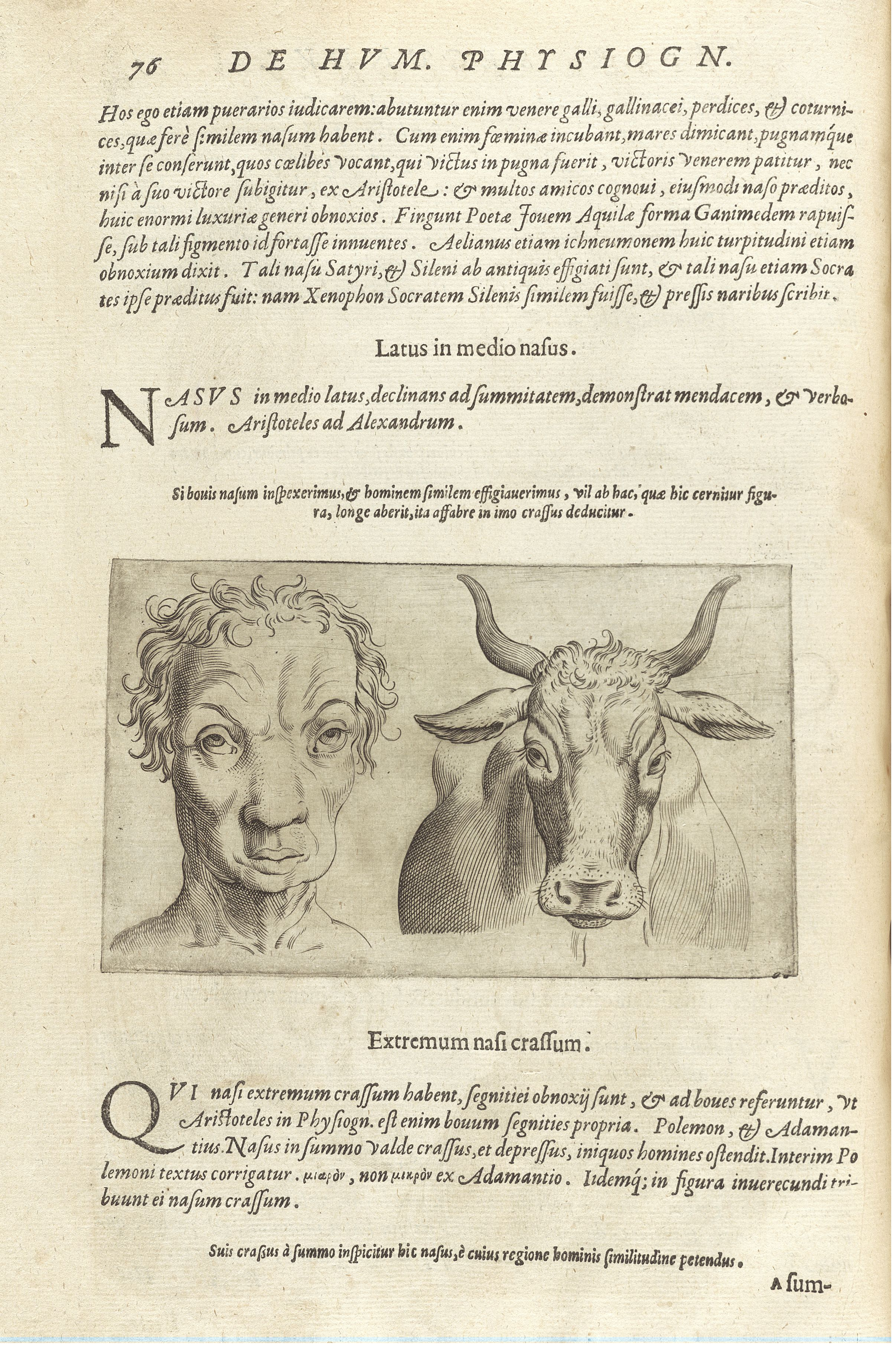
Giambattista della Porta, De humana physiognomonia libri IV, 1586, p. 76

La composition rapproche les trois complices, et isole celui qui va être berné. Même si les personnages sont répartis selon des plans différents — le jeune homme au premier plan devant la table, le tricheur en bout de table, la courtisane derrière la table, et la servante derrière la courtisane —, et que les deux hommes sont situés aux extrémités, alors que les femmes sont au centre, les trois personnages de gauche forment un ensemble solidaire, les uns devant les autres, alors que celui de droite se retrouve à l'écart, ce que souligne la verticale de l'extrémité droite du mur du fond, sûrement un angle, qui devient plus clair en cet endroit.
En convoquant la physiognomonie, revenue en vogue à la Renaissance avec les travaux de Giambattista della Porta (De humana physiognomica libri IV, 1586), Alain Jaubert propose d'expliquer les physionomies si différentes des protagonistes de la scène en les associant à des caractères animaux. Ainsi, le tricheur à la chevelure négligée aux reflets roux, aux lèvres petites, au menton avancé en pointe carrée, évoquerait le félin, tapi dans l'ombre. La servante aux yeux fureteurs fait penser à la fouine. Quant au jeune homme, la rondeur de ses traits, ses joues tombantes, en font un bovin, lourd et naïf. Et l'extravagante plume d'autruche qui orne coquettement son toquet ne pourrait-elle pas aussi le désigner comme le pigeon, ou le dindon, bientôt « plumé » ?

#### Un renouvellement de la parabole du Fils prodigue?
La portée morale du tableau est relativement claire : le jeune naïf, fier de la richesse qu'il étale ostensiblement, par sa mise et son or, est entraîné dans le jeu par la courtisane, afin d'être dépouillé par le tricheur. Le tableau illustre donc l'opposition entre l'innocence et le vice, en représentant, pour les condamner, trois des tentations majeures qui menacent un jeune homme entrant par le monde : le jeu, la chair et le vin.
Ceci a parfois été lu comme une variation sur le début de la parabole du Fils prodigue de l'Évangile selon Luc (15:11–32), réactualisée et adaptée à l'époque contemporaine du peintre : le jeune homme abandonne le foyer en emportant la moitié de la fortune paternelle, et se voit rapidement dépouillé de ses biens par des gens sans scrupules. La Diseuse de bonne aventure ne représente d'ailleurs pas autre chose.
La piste de la cartomancie a en outre été suggérée, quoique envisagée avec prudence, pour donner aux cartes des valeurs symboliques : les carreaux désignent, dans la divination par les tarots, l'argent et le commerce, y compris sexuel. L'as annonce une opération fructueuse — ici la tricherie —, et le sept son succès. Le six de pique que tient le jeune homme est en revanche le signe du malheur et de la lutte contre le destin. Ceci confirme donc ce que le spectateur ne peut qu'imaginer quant à la suite de la scène qu'il a sous les yeux : une fois dépouillé de son argent, le jeune homme n'aura pas non plus les faveurs de la courtisane, dont les appâts n'auront servi qu'à le berner.

## Comparaison et différences avecLe Tricheur à l'as de trèfle

### Analyse scientifique et datation des deuxTricheurs
En vue de l'exposition américaine Georges de La Tour and His World de 1996-1997, les deux Tricheurs alors réunis sont soumis, pour la première fois dans le cas d'œuvres de La Tour, à une analyse auto-radiographique par le Kimbell Art Museum, dans le but notamment de déterminer scientifiquement leur datation relative. Le résultat plaide plutôt en faveur de l'antériorité du tableau de Fort Worth, essentiellement en raison des nombreux repentirs qu'on y décèle, à l'inverse de la toile du Louvre où ils sont quasi absents, et qui supposent une composition, dans le premier cas tâtonnante, et dans le second beaucoup plus assurée. Pourtant, plusieurs détails révélés sur la toile du Kimbell Art Museum viennent à l'encontre de cette idée, notamment des traces de dessins préparatoires effectués à la brosse, qui placent certains éléments dans des positions identiques à celles de la toile du Louvre, mais qui n'ont pas été peints comme tels, ainsi que le placement initial des couleurs, pour le col du tricheur et le turban de la servante, qui étaient à l'origine identiques à celles de la toile du Louvre, avant d'être modifiées.
Claire Barry, conservatrice en chef du Kimbell Art Museum, en vient à émettre l'hypothèse d'un carton commun utilisé par La Tour pour réaliser par la suite des variantes, toutes originales, ce qui pourrait conduire à supposer l'existence d'une « série » de Tricheurs, allant bien au-delà des deux toiles actuellement connues, à la manière des Veilleurs ou des Madeleine pénitente.
Si le Kimbell Art Museum propose actuellement de dater sa toile vers 1630-1634, Jean-Pierre Cuzin et Pierre Rosenberg optent pour 1632, et 1636-1638 pour la toile du Louvre ; Jacques Thuillier quant à lui voit dans le Tricheur du Louvre incontestablement une œuvre de la maturité, contemporaine des premiers grands nocturnes de La Tour, et dans celui du Kimbell Art Museum une toile largement antérieure, peut-être même à La Diseuse de bonne aventure qu'il évalue vers 1635-1638.

### Les différences entre les deux toiles
Si un premier coup d'œil fait apparaître les deux toiles comme identiques, un examen plus attentif laisse voir, de la toile du Kimbell Art Museum à celle du Louvre, des différences notables.

#### Le jeu: enseignes et mises

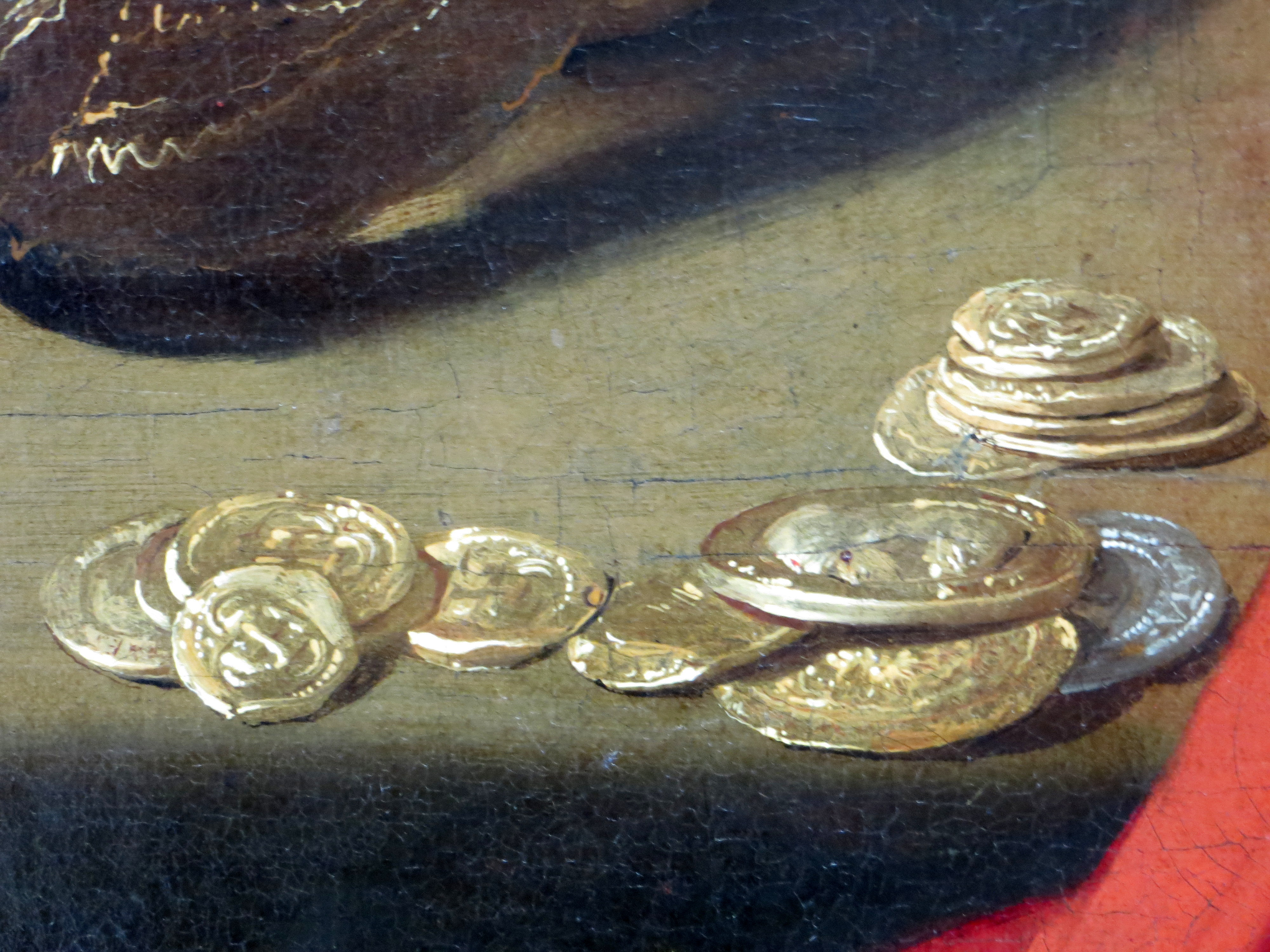
Détail des pièces du jeune homme

La plus spectaculaire reste le changement d'enseignes des cartes du tricheur, qui passent des trèfles aux carreaux : détail trop visible pour être anodin. Une tradition cartomancienne donne par exemple aux trèfles une nuance sentimentale, où l'as annonce la chance en amour, et le sept une fille entreprenante.
Le nombre de pièces devant les joueurs a changé : celles du tricheur, dans l'ombre de son coude, ont diminué, alors que l'unique pièce d'or de la courtisane s'est multipliée. Le jeune homme, qui possède toujours la somme la plus importante, voit cependant sa mise augmenter d'une pile de pièces derrière celles qui sont étalées devant lui, et les trois pièces d'argent visibles sur la toile de Fort Worth disparaissent en partie sur la toile du Louvre, qui n'en représente plus qu'une, au milieu de celles d'or, plus nombreuses.

#### La composition
La composition également a été modifiée; le jeune homme et la courtisane se sont sensiblement éloignés, pour isoler le premier et renforcer l'impression de complot des trois autres à son encontre. Les mains du jeune homme se détachent désormais, sur la toile du Louvre, sur le fond noir, et ses doigts ne font plus qu'effleurer le bord de la manche à crevés de la courtisane. Déplacée d'une dizaine de centimètres vers le centre de la toile, la courtisane masque une partie de la bouteille de la servante, et le verre que cette dernière lui tend semble toucher sa manche, au haut du col comme à la base. Sa main droite vient donc se situer juste en dessous de celle de la servante, et son index replié paraît effleurer l'avant-bras du tricheur.
Ainsi, le rythme des deux toiles est sensiblement différent, et la répartition régulière des quatre personnages cède la place à une légère dissymétrie, où le trio de gauche s'oppose au personnage unique à droite.

#### Visages et attitudes
Les visages et attitudes ont été modifiés. Le tricheur à l'as de carreau a perdu sa moustache et arbore un sourire qui fait davantage encore du spectateur son complice. Alors que le visage du tricheur à l'as de trèfle était éclairé par une lumière diffuse, le second, plus mystérieux, est rejeté dans l'ombre. La géométrie des visages des femmes a été accusée : celui de la servante est plus plein, et celui de la courtisane plus ovale, et leurs expressions ont gagné en profondeur et subtilité. Le jeune homme de droite a perdu le sourire satisfait qu'il arborait, ce qui renforce la tension de la scène.
La main gauche de la courtisane, à plat sur la table et recouvrant les cartes sur le tableau de Fort Worth, repose désormais sur le tranchant, ce qui met en valeur le dos blanc de ses cartes. Ceci vient rendre plus visible encore la ligne brisée formée par les taches blanches des quatre jeux — dans le dos du tricheur, dans ses mains, sur la table, dans les mains du jeune homme —, qui redouble celle formée par les quatre têtes des personnages.

#### Vêtements et couleurs
Si les habits et parures restent globalement les mêmes, il y a, là encore, plusieurs variations. Les aiguillettes du tricheur, nouées dans le tableau de Fort Worth, sont dénouées dans celui du Louvre, ajoutant au personnage un  effet de débraillé, et à la composition une verticale que prolongent en haut les motifs noirs, et le pli de la manche blanche de la servante, et en bas l'angle de la table. Son col galonné, de noir et uni, devient rouge, et reprend les motifs de la brassière de la servante.
Pour la servante, son turban passe du rose lie-de-vin au jaune topaze, son corselet du rouge au bleu-vert très sombre, les motifs des manches du rouge au noir, la jupe à une nuance de rouge plus éclatante. Dans les deux toiles, Georges de La Tour mise sur l'effet de contraste entre la couleur de l'enseigne des cartes du tricheur et le vêtement de la servante : ainsi, les trèfles noirs se détachent sur un fond rouge, alors que les carreaux rouges tranchent sur le fond, complémentaire, vert. Le bracelet de la servante varie également avec les cartes : larges mailles d'argent et motif noir pour les trèfles, et monture d'or et cornaline rouge pour les carreaux.
Autre changement, celui de la taille des perles et du nombre de rangs des colliers et bracelets de la courtisane : plusieurs rangs de petites perles pour l'as de trèfle et un seul rang de grosses perles pour l'as de carreau. La couleur de l'habit de celle-ci perd aussi sa nuance rouge pour devenir marron.
Pour le jeune homme de droite, le plus remarquable reste son haut-de-chausse qui remonte davantage, noué au-dessus de la taille par-dessus son pourpoint, mettant en valeur la couleur  vermillon, et simplifiant largement le dessin. Les manches passent du rose au blanc, et bouffent davantage. Sa coiffe est modifiée dans son ornement : la broche sur le devant devient un galon se terminant par deux glands tombant sur le côté.
Les sièges des personnages masculins, discernables dans l'ombre du premier plan dans la toile de Fort Worth, ont été recouverts par les vêtements qui tombent dans celle de Paris.

### Un achèvement supérieur pour la toile du Louvre?
Globalement, le tableau du Louvre paraît plus achevé, ce qui justifie l'hypothèse généralement retenue d'un écart de plusieurs années entre la réalisation des deux toiles.
La lumière, plus diffuse dans la toile de Fort Worth, est plus accusée dans la toile du Louvre, ce qui renforce les contrastes et l'aspect dramatique de la scène. L'impression colorée également est différente : alors que Le Tricheur à l'as de trèfle joue sur l'élégance des coloris chaud, avec une variation sur les nuances de rouges, et leur accord avec les teintes ocre et brunes, à la manière de La Diseuse de bonne aventure, Le Tricheur à l'as de carreau unifie en partie les vermillons, et accuse d'autre part les oppositions, notamment avec l'ajout du jaune du turban de la coiffe de la servante, et de la teinte froide de son corselet.
Le théâtre des passions est, dans la toile du Louvre, renforcé par des attitudes plus expressives, et par une répartition moins mécanique, plus dynamique et signifiante, des quatre personnages sur la toile, en deux groupes distincts.
Enfin, les formes humaines sont davantage stylisées et géométrisées, ce qui correspond à l'évolution de la manière de La Tour, et au passage des scènes diurnes aux nocturnes, qui caractérisent la deuxième partie de sa carrière.

## Rapprochements et fortune de l'œuvre
La toile, célébrée depuis sa redécouverte, a fasciné par son élégance et son raffinement autant que par son parti-pris formel, qui, au-delà du réalisme, simplifie les volumes, et les détache sur un fond noir, pour donner l'impression de formes découpées et juxtaposées. 
On a rapproché le visage de la courtisane, à l'ovale pour le moins étrange, des recherches de Paul Cézanne, par exemple pour les portraits de son épouse — sans pour autant que ce dernier ait pu avoir accès aux toiles de La Tour, alors inconnues.

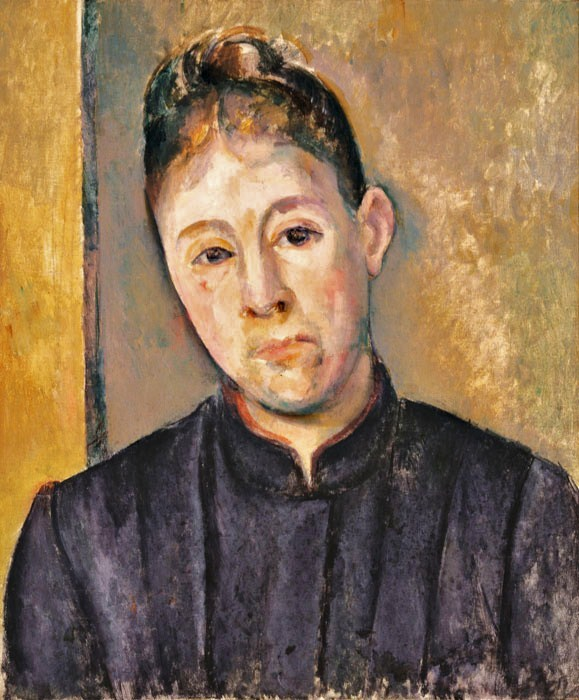
Paul Cézanne, Portrait de Madame Cézanne, 1885-1886, huile sur toile, 46 × 38 cm, Paris, Musée d'Orsay
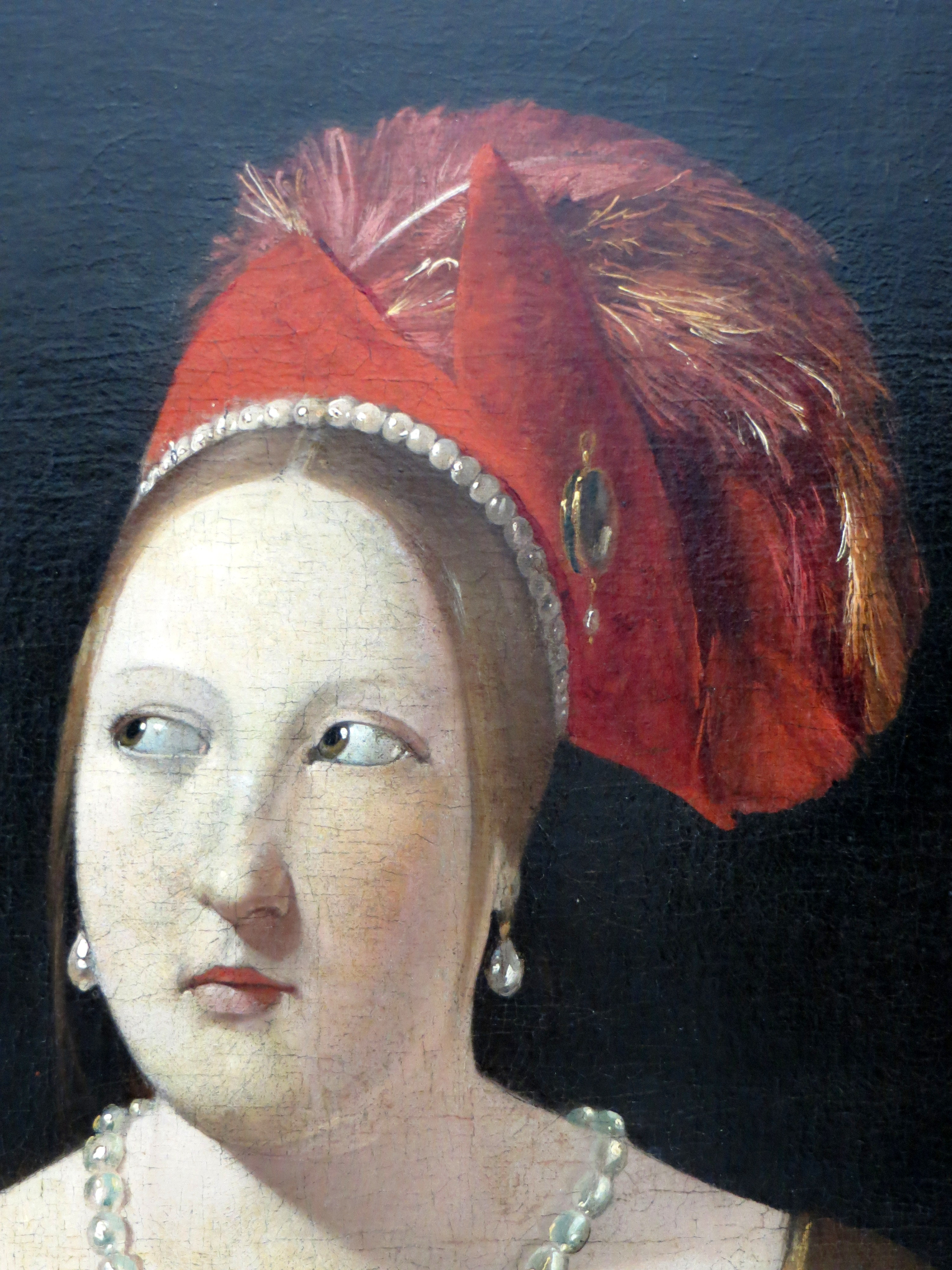
Le visage ovale de la courtisane
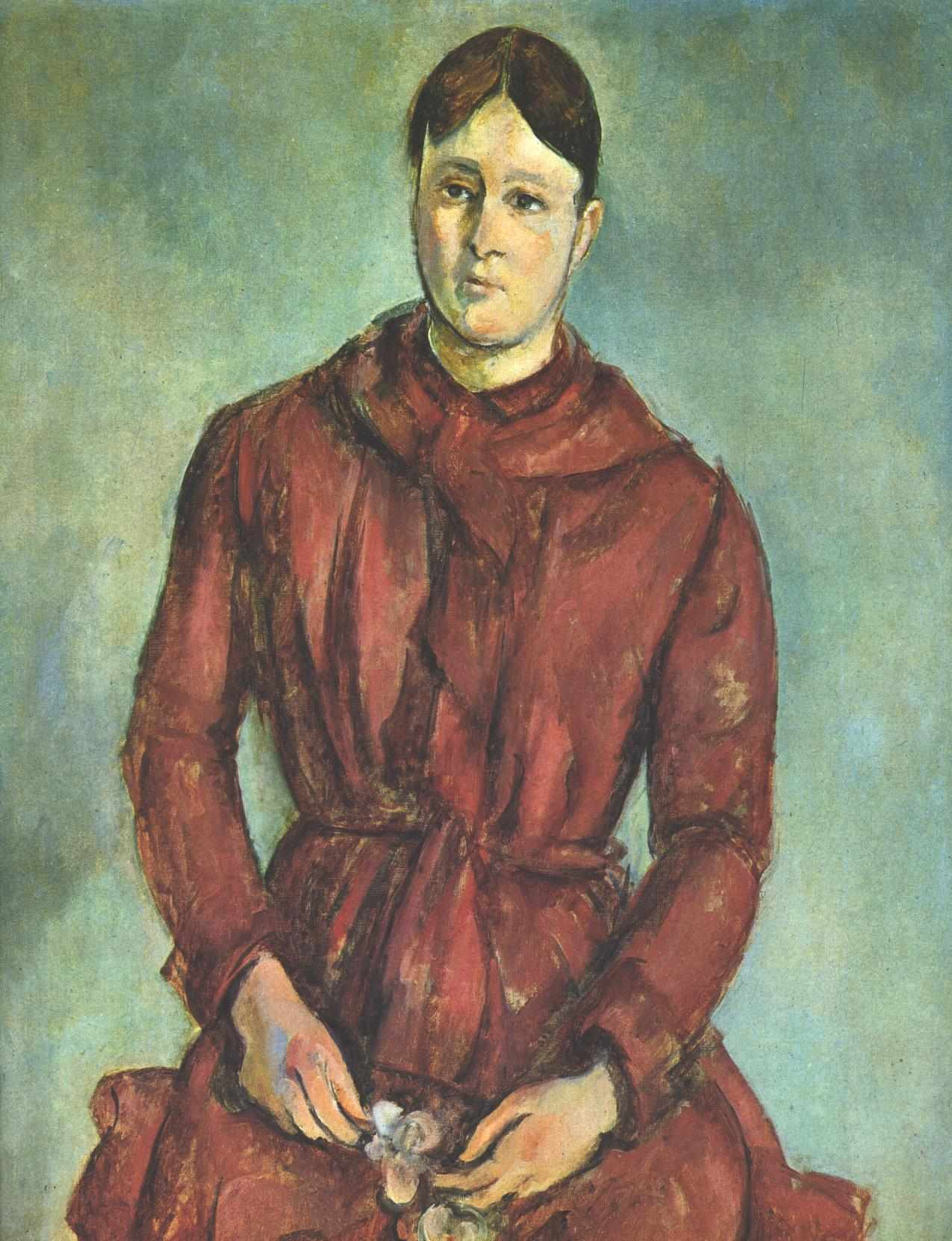
Paul Cézanne, Portrait de Madame Cézanne en robe rouge, v. 1890, 107 × 85 cm, Musée d'Art de São Paulo

Le même détail a suscité l'enthousiasme de Roberto Longhi qui déclare, en 1935 : « Mais quel tableau, ce tableau des Tricheurs ! Quelle "précieuse" extravagante, cette courtisane lorraine à la mode de 1630 ! Son visage en comme un œuf d'autruche tourmentera certainement notre Casorati », en songeant vraisemblablement au Portrait de la femme du docteur K. Wolff.
Le tableau ne pouvait donc manquer d'impressionner durablement les peintres XXe siècle, comme le représentant — lorrain par sa mère —  du groupe « Forces nouvelles » Robert Humblot (1907-1962) qui propose en 1935, à la suite du choc qu'a constitué pour lui la découverte de la toile de La Tour lors de l'exposition des « Peintres de la réalité » de l'Orangerie, son interprétation des Joueurs de cartes (97 × 130 cm, collection particulière), voire entrer en résonance avec les recherches formelles des cubistes ou « l'inquiétante étrangeté » des surréalistes.
Le tableau fait partie des « 105 œuvres décisives de la peinture occidentale » constituant le musée imaginaire de Michel Butor.
C'est en 1981 que le peintre péruvien Herman Braun-Vega fait pour la première fois référence au Tricheur à l'as de carreau dans l'un de ses tableaux. Dans ce tableau intitulé Bonjour Monsieur de La Tour ou plus simplement Les tricheurs, Braun-Vega substitut au personnage de la servante, un personnage typique de la sierra péruvienne. Sur le fond, un tableau noir porte des inscriptions à la craie par lesquelles le peintre dénonce l'état de dépendance dans lequel des grandes puissances maintiennent les pays sud-américains. Entre 1981 et 1982, le peintre reprend le Tricheur à l'as de carreau dans deux dessins et 2 estampes dont le diptyque réalisé en collaboration avec Julio Ramón Ribeyro. En 1984, reprenant l'allégorie des rapports Nord-Sud, il ajoute dans son tableau Les tricheurs à Cancun un deuxième personnage sud-américain assis à la table de jeu du côté des perdants, dénonçant ainsi l'hypocrisie de certains acteurs de la conférence de Cancun. L'attrait de Braun-Vega pour l'œuvre de Georges de la Tour se confirme avec Berthier en flagrant délit en 1999 et Les tricheurs à Cancun n°2 en 2003. Les transferts d'encre de coupures de presse intégrées à son tableau XXIe siècle... Encore des tricheurs ? (2012) indique que, cette fois, Braun-Vega à travers le tableau de Georges de La Tour, dénonce entre autres, les tricheurs de la crise grecque.

### Filmographie
- Georges de la Tour « Le Tricheur à l'as de carreau » : Le Dessous des cartes de Alain  Jaubert, La Sept/Arte, coll. « Palettes », 18 juin 1989, 30 min : Transcription intégrale, p. 154-160